# Mulan (film fra 2020)
Mulan er en amerikansk actiondramafilm fra 2020 produceret af Walt Disney Pictures. Det er en live-action tilpasning af Disneys animerede film fra 1998 med samme navn, i sig selv baseret på den kinesiske folklorehistorie "Balladen om Mulan".

## Plot
I det kejserlige Kina er Hua Mulan en eventyrlysten og aktiv pige til skuffelse for sine forældre, der håber, at hun en dag bliver gift med en god mand. Som ung kvinde er Mulan tvunget til at mødes med en matchmaker for at demonstrere sin position som en fremtidig kone. Mulan, forvirret, forsøger at hælde te foran matchmakeren, men en edderkop forårsager en panik, der ødelægger kedlen, og matchmakeren kalder hende en skændsel foran sin familie.
Mod nord invaderes en kejserlig forpost af Rouran-krigere under ledelse af Böri Khan. De bistås af heksen Xianniang, der bruger sin magi til at udklæde sig som en overlevende soldat og rapportere angrebet til Kinas kejser; derefter udsteder han et værnepligtsdekret, der beordrer enhver familie til at bidrage med en mand til at bekæmpe Khans styrker.
Kejserlige soldater ankommer til Mulans landsby for at rekruttere rekrutter, og hendes ældre og skrøbelige far Hua Zhou er tvunget til tjeneste, da han ikke har nogen sønner. Da hun indså, at hendes far ikke har nogen chance for at overleve, flygter hun med sin rustning, hest og sværd for at deltage i hans sted. Mulan ankommer til træningslejren, som drives af Kommandør Tung, en gammel kammerat fra Hua Zhou. Sammen med snesevis af andre uerfarne rekrutter bliver hun i sidste ende en uddannet soldat, under hans vejledning uden at afsløre sin sande identitet.
Khans hær fortsætter med at komme frem og tvinger Tung til at afslutte træningen tidligt og sende sin bataljon til kamp. Mulan jagter nogle tropper alene, men konfronteres med Xianniang, der håner hende for at foregive at være en mand. Hun forsøger at dræbe Mulan, men hendes angreb stoppes af læderet, som Mulans bryst var bundet sammen af, for at skjule hendes identitet med. Mulan fjerner sin mandlige forklædning og vender tilbage til slaget, ligesom Rourans begynder at angribe sine medtropper med et trebuchet. Mulan bruger kasserede hjelme og hendes bueskydningsevner til at manøvrere trebuchet til at skyde på et snebjerg, hvilket udløser en lavine, der begraver Rourans.
Mulan tager tilbage til lejren og redder Chen Honghui, en soldat hun blev ven med i lejren. Da hun ikke længere kunne skjule sit sande køn, udvises hun fra hæren og begynder at vende hjem. På vej bliver hun konfronteret med Xianniang, der afslører, at hun også blev undgået af sit folk og kun kæmper for Böri Khan, fordi han behandler hende som en lige. Derudover afslører hun, at angrebene på forposterne har været en omdirigering, da Khans sande plan er at fange og henrette kejseren for at have dræbt hans far. Mulan risikerer henrettelse og vender tilbage til sin bataljon for at advare dem om den forestående erobring. Tung beslutter at tro hende og tillader hende at lede en enhed til kejserens palads.
Xianniang, der udgør sig som den kejserlige kansler, overtaler kejseren til at acceptere Böri Khans udfordring til duel, mens han samtidig fjerner byens vagter fra deres stillinger. Vagterne bliver myrdet, og Rouranerne forbereder sig på at brænde kejseren i live. Mulans enhed distraherer Rourans, mens Mulan går ind for at redde kejseren. Khan forsøger at skære hende med en pil, men Xianniang, sympatisk over for Mulan og uhindret over Khan, forvandles til en fugl og ofrer sig selv ved at opfange pilen. Mulan dræber Khan, men ikke før han afvæbner hende og ødelægger hendes fars sværd. Hun frigør kejseren, som tilbyder at lade hende slutte sig til sin personlige vagt. Hun afviser tilbuddet og vender tilbage til sin landsby.
Mulan genforenes med sin familie. En udsending fra kejseren under ledelse af kommandør Tung ankommer for at præsentere Mulan for et nyt sværd, mens han fremsætter en personlig anmodning om, at hun slutter sig til kejserens garde.